# Копајкошара
Копајкошара је насеље у Србији у општини Сврљиг у Нишавском округу. Удаљено је 10-ак km западно од седишта општине. Према попису из 2022. било је 31 становника (према попису из 2002. било је 112 становника).
У атару села налазе се Самар пећина, водопад и извор пијаће воде поред излаза из ове пећине, камена композиција лучних облика налик прерасти на улазу у њу, пећински систем Језава, поток и још неколико мањих пећинских отвора.
Самар пећина, позната и под називом Милутинова пећина, уписана је у књизи „Гинисови рекорди” захваљујући спелеологу Милутину Вељковићу, по коме и носи ово друго име. Он је у њој провео 463 дана и тако поставио светски рекорд по времену боравка човека под земљом. Ова пећина је интересантна јер у њу пониру две реке. Тунелског је карактера са око 3 km дугим пећинским ходницима. У њој је пронађена до сада најбоље очувана лобања пећинског лава, али и остаци пећинског медведа и кабалоидног коња. Код излазног дела пећине Самар, који је приступачнији за туристе, уређено је излетиште са платоом, летњиковцем, бетонским степеницама са рукохватима, постављене су туристичке табле и друга обележја која су од значаја туристима. Излазни део је сипарни теснац, а десно од њега је велика пећинска поткапина за коју је везана легенда о сватовима на које се обрушио камен. Поменута камена композиција лучних облика настала је обрушавањем улазног дела пећине Самар. Од 1955. године пећински систем Самар заштићен је Решењем Завода за заштиту природе.
Пећински систем Језава налази се на обронцима планине Калафат, удаљен 5 km од пећине Самар. Овај систем није довољно испитан. У селу постоји музеј у коме су на површини од 70 m2 изложени старински предмети, експонати, ношње итд.

## Демографија
У насељу Копајкошара живи 31 пунолетних становника, а просечна старост становништва износи 73,2 година (71,8 код мушкараца и 75,0 код жена). У насељу има 22 домаћинстава, а просечан број чланова по домаћинству је 1,41.
Ово насеље је у потпуности насељено Србима (према попису из 2002. године), а у последња три пописа, примећен је пад у броју становника.
|  |

| Демографија | Демографија | Демографија |
| Година      | Становника  | Становника  |
| ----------- | ----------- | ----------- |
| 1948.       | 544         |             |
| 1953.       | 562         |             |
| 1961.       | 478         |             |
| 1971.       | 423         |             |
| 1981.       | 297         |             |
| 1991.       | 190         | 190         |
| 2002.       | 112         | 112         |
| 2011.       | 68          |             |
| 2022.       | 31          |             |

| Етнички састав према попису из 2002.‍ | Етнички састав према попису из 2002.‍ | Етнички састав према попису из 2002.‍ | Етнички састав према попису из 2002.‍ | Етнички састав према попису из 2002.‍ |
| ------------------------------------ | ------------------------------------ | ------------------------------------ | ------------------------------------ | ------------------------------------ |
|                                      |                                      |                                      |                                      |                                      |
| Срби                                 | Срби                                 |                                      | 112                                  | 100,0%                               |
| непознато                            | непознато                            |                                      | 0                                    | 0,0%                                 |

| Година пописа     | 1948. | 1953. | 1961. | 1971. | 1981. | 1991. | 2002. |
| ----------------- | ----- | ----- | ----- | ----- | ----- | ----- | ----- |
| Број домаћинстава | 75    | 79    | 79    | 83    | 84    | 73    | 60    |

| Број чланова      | 1  | 2  | 3 | 4 | 5 | 6 | 7 | 8 | 9 | 10 и више | Просек |
| ----------------- | -- | -- | - | - | - | - | - | - | - | --------- | ------ |
| Број домаћинстава | 24 | 29 | 2 | 3 | 1 | 0 | 1 | 0 | 0 | 0         | 1,87   |

| Пол    | Укупно | Неожењен/Неудата | Ожењен/Удата | Удовац/Удовица | Разведен/Разведена | Непознато |
| ------ | ------ | ---------------- | ------------ | -------------- | ------------------ | --------- |
| Мушки  | 52     | 7                | 33           | 11             | 1                  | 0         |
| Женски | 60     | 4                | 34           | 21             | 1                  | 0         |
| УКУПНО | 112    | 11               | 67           | 32             | 2                  | 0         |

| Пол    | Укупно                    | Пољопривреда, лов и шумарство | Рибарство                            | Вађење руде и камена | Прерађивачка индустрија       |
| ------ | ------------------------- | ----------------------------- | ------------------------------------ | -------------------- | ----------------------------- |
| Мушки  | 40                        | 36                            | 0                                    | 0                    | 0                             |
| Женски | 27                        | 27                            | 0                                    | 0                    | 0                             |
| УКУПНО | 67                        | 63                            | 0                                    | 0                    | 0                             |
| Пол    | Производња и снабдевање   | Грађевинарство                | Трговина                             | Хотели и ресторани   | Саобраћај, складиштење и везе |
| Мушки  | 0                         | 0                             | 3                                    | 0                    | 0                             |
| Женски | 0                         | 0                             | 0                                    | 0                    | 0                             |
| УКУПНО | 0                         | 0                             | 3                                    | 0                    | 0                             |
| Пол    | Финансијско посредовање   | Некретнине                    | Државна управа и одбрана             | Образовање           | Здравствени и социјални рад   |
| Мушки  | 0                         | 0                             | 0                                    | 0                    | 0                             |
| Женски | 0                         | 0                             | 0                                    | 0                    | 0                             |
| УКУПНО | 0                         | 0                             | 0                                    | 0                    | 0                             |
| Пол    | Остале услужне активности | Приватна домаћинства          | Екстериторијалне организације и тела | Непознато            | Непознато                     |
| Мушки  | 0                         | 0                             | 0                                    | 1                    | 1                             |
| Женски | 0                         | 0                             | 0                                    | 0                    | 0                             |
| УКУПНО | 0                         | 0                             | 0                                    | 1                    | 1                             |

## Галерија
- Табла код једног од улаза у пећину Самар.
- Кратка дворана поред једног од улаза у пећину Самар.
- Улаз у кратку дворану поред једног од улаза у пећину Самар.
- Прераст у Копајкошари.
- Прераст у Копајкошари.
- Други улаз у пећину Самар, код прерасти.